# Восемьсот героев
«Восемьсо́т геро́ев» (кит. трад. 八百壯士, упр. 八百壮士, палл. Ба бай чжуан ши, англ. Eight Hundred Heroes) — тайваньский военно-исторический драматический художественный фильм 1976 года режиссёра и сценариста Дин Шаньси, посвящённый эпизоду японо-китайской войны об обороне шанхайского склада Сыхан в 1937 году. Ремейк одноимённого фильма 1938 года, одной из самых ранних китайских картин о полномасштабных боевых действиях.

## Сюжет
13 августа 1937 года японская армия напала на Шанхай. Се Цзиньюань, командир 524-го полка 88-й дивизии Национально-революционной армии, возглавил 480 молодых офицеров и солдат, известных как «восемьсот героев», чтобы защищать склад Сыихан для сдерживания и противостояния японским войскам в течение трёх месяцев. Китайская девушка Ян Хуэйминь завернула 12-футовый государственный флаг Китайской Республики под свою скаутскую форму, успешно преодолев артиллерийский огонь, переплыла реку Сучжоу и доставила национальный флаг на склад Сыхан, где он был передан восьмистам воинам. На следующий день он был поднят на крыше склада, что значительно подняло боевой защитников и китайцев, наблюдающих за противостоянием со стороны берега, а также принесло похвалу от средств массовой информации со всего мира. Восемьсот героев удерживали объект, пока не получили приказ отступить.

## В ролях
| Актёр        | Роль                |
| ------------ | ------------------- |
| Кэ Цзюньсюн  | Се Цзиньюань        |
| Линь Цинся   | Ян Хуэйминь         |
| Сюй Фэн      | Лин Вэйчэн          |
| Чжан Айцзя   | Цы Ни               |
| Цзинь Хань   | Шангуань Чжибяо     |
| Чжан И       | Ян Жуйфу            |
| Хуан Цзяда   | Лю Хуншэнь          |
| Ян Цюнь      | Сунь Юаньлян        |
| Цинь Хань    | Цзинь Цзянь         |
| Чжан Чун     | тайваньский генерал |
| Цзинь Ган    | тайваньский офицер  |
| Чэнь Хунле   | японский офицер     |
| Вэнь Цзянлун |                     |
| Ю Тяньлун    | Цай Жэнцзе          |
| Фэн Цуйфань  | Гу Чжутун           |
| Тянь Е       | японский офицер     |
| Лан Сюн      | Иванэ Мацуи         |
| Ань Пин      | лидер сопротивления |
| И Юань       | японский адмирал    |
| Цай Хун      |                     |
| Тони Дайер   |                     |

## Награды
22-й Азиатский кинофестиваль:
- Премия в категории «Лучший фильм»[4]
- Премия в категории «Лучшая женская роль» (Линь Цинся)[4]
- Специальная актёрская премия (Сюй Фэн)[5]

13-й Тайбэйский кинофестиваль «Золотая лошадь»:
- Специальная премия «За продвижение национально духа» (Central Motion Picture Corporation[англ.])[6]